# 스카파티
스카파티(이탈리아어: Scafati)는 이탈리아 캄파니아주 살레르노도에 있는 코무네이다.

## 역사
중세시대 초기에 스카파티지역은 베네벤토 공국(후에 살레르노 공국)과 나폴리 공국의 경계였다.